# Seden Sodo
Pour les articles homonymes, voir Kokir (homonymie).
Seden Sodo (anciennement Kokir ; en oromo : Sadan Sooddoo) est un woreda du centre de l'Éthiopie situé dans la zone Sud-Ouest Shewa de la région Oromia. Le district a 69 215 habitants en 2007. Son centre administratif est Herbu.

## Situation
Le woreda Seden Sodo se trouve à une centaine de kilomètres d'Addis-Abeba, dans le sud de la zone Sud-Ouest Shewa, largement bordé par la zone Gurage au sud,.
Son centre administratif, Herbu, se trouve à une quarantaine de kilomètres à vol d'oiseau de Waliso. Il peut également s’appeler Herbu Chulule, Arba Chulule, Herbuchulule ou d'autres variantes de son nom en oromo : Harbuu Culullee. On le trouve aussi sous le nom d'Aleltu.
|               | Becho      | Tole           |
| Waliso        | Seden Sodo | Kersana Malima |
| Kokir Gedbano | Meskan     | Sodo           |

## Population
Le recensement national de 2007 fait état pour Seden Sodo d'une population de 69 215 habitants dont 4 % de citadins qui sont les 2 947 habitants du centre administratif.
Environ 81 % des habitants du woreda sont orthodoxes, 17 % sont musulmans et 2 % sont protestants.
En 2022, sa population est estimée à 98 756 personnes avec une densité de population de 212 personnes par km2 et 465 km2 de superficie.